# تشارلز برنتيس أور
تشارلز برنتيس أور (بالإنجليزية: Charles Prentiss Orr)‏ هو قاضي ومحامي أمريكي، ولد في 22 فبراير 1858 في Allegheny, Pennsylvania ‏ في الولايات المتحدة، وتوفي في 16 مايو 1922.